# Hodžovo námestie

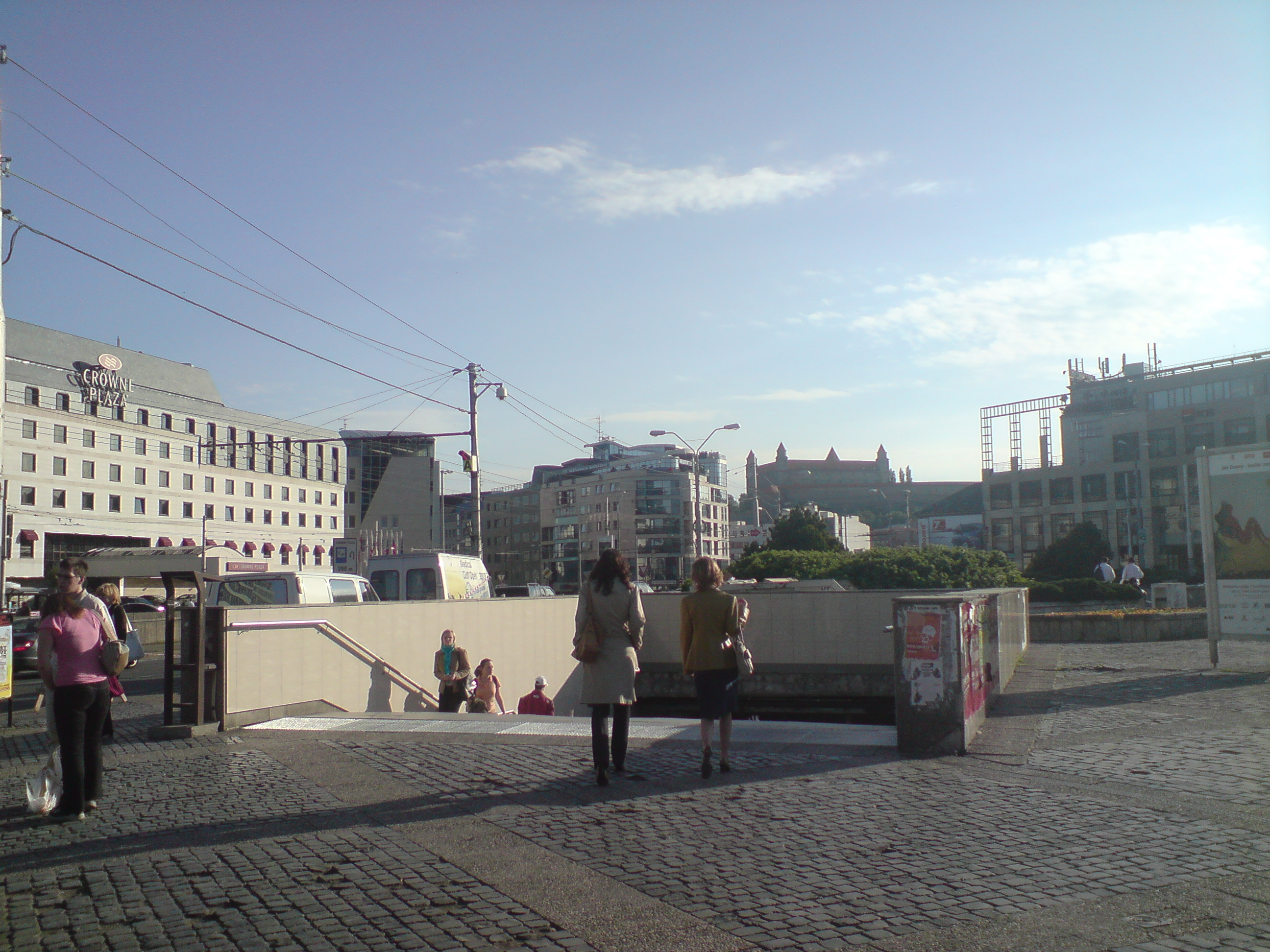
Przejście podziemne na Hodžovo námestie

Hodžovo námestie – plac na Starym Mieście w Bratysławie. Jest jednym z najbardziej znanych placów w mieście, znajduje się tu siedziba prezydenta Słowacji - pałac Grasalkovičov. Przed nim znajduje się fontanna pokoju (Fontána mieru), zaprojektowana przez słynnego architekta Tibora Bartfaya. Istnieje tu również czterogwiazdkowy hotel Crowne Plaza (dawny Hotel Forum), oraz nowe budynku Tatracentrum i Astoria Palace. Pod placem znajduje się przejście podziemne.
Obecna nazwa placu pochodzi od Michala Miloslava Hodžy (1811–1870). W czasach austro-węgierskich nazywał się Grassalkovichplatz/Grassalkovich tér, za socjalizmu plac określano Placem Pokoju (słow. Mierové námestie), a większość starszych mieszkańców Bratysławy nadal go tak nazywa.

## Galeria

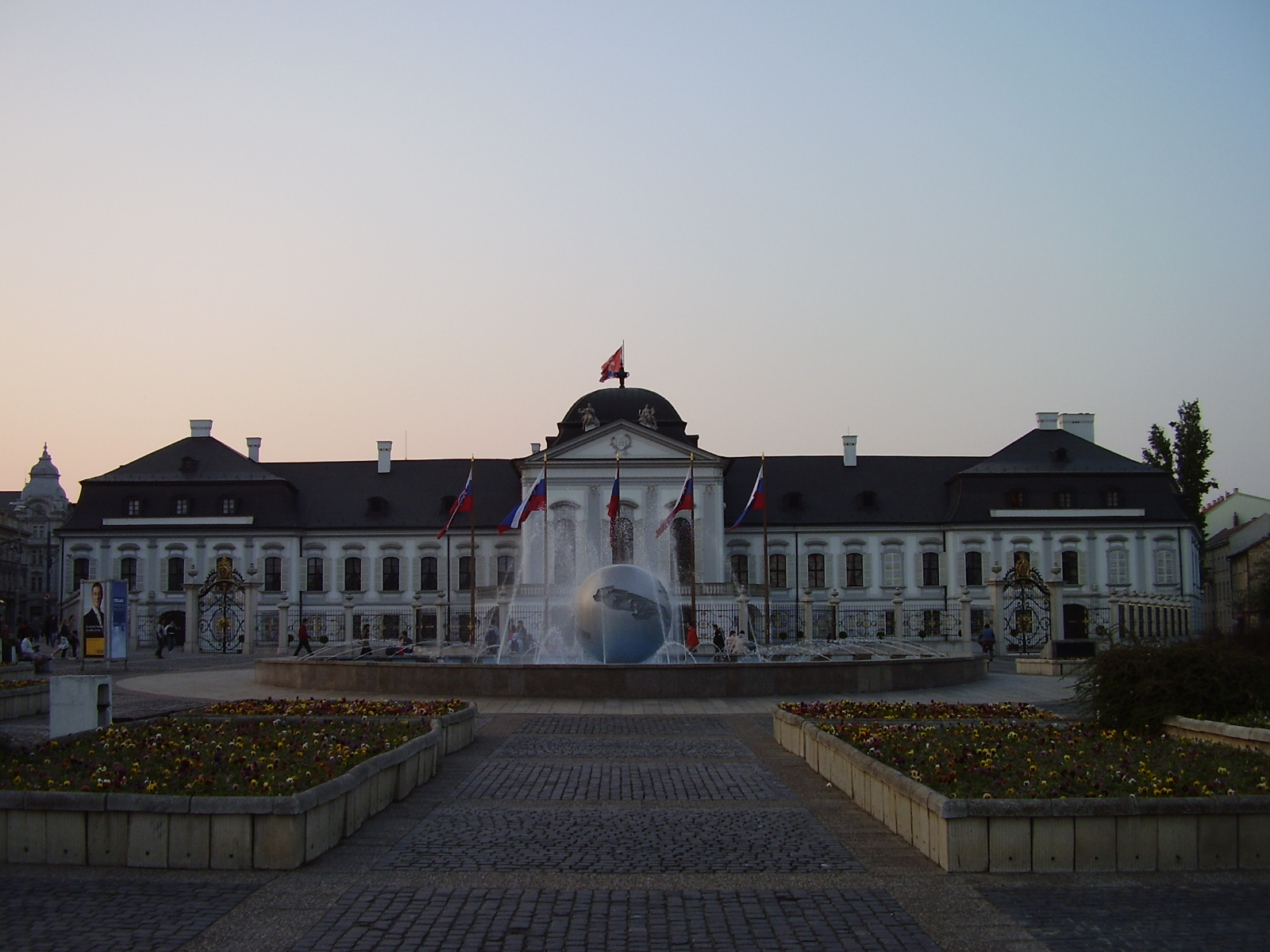
Pałac prezydencki
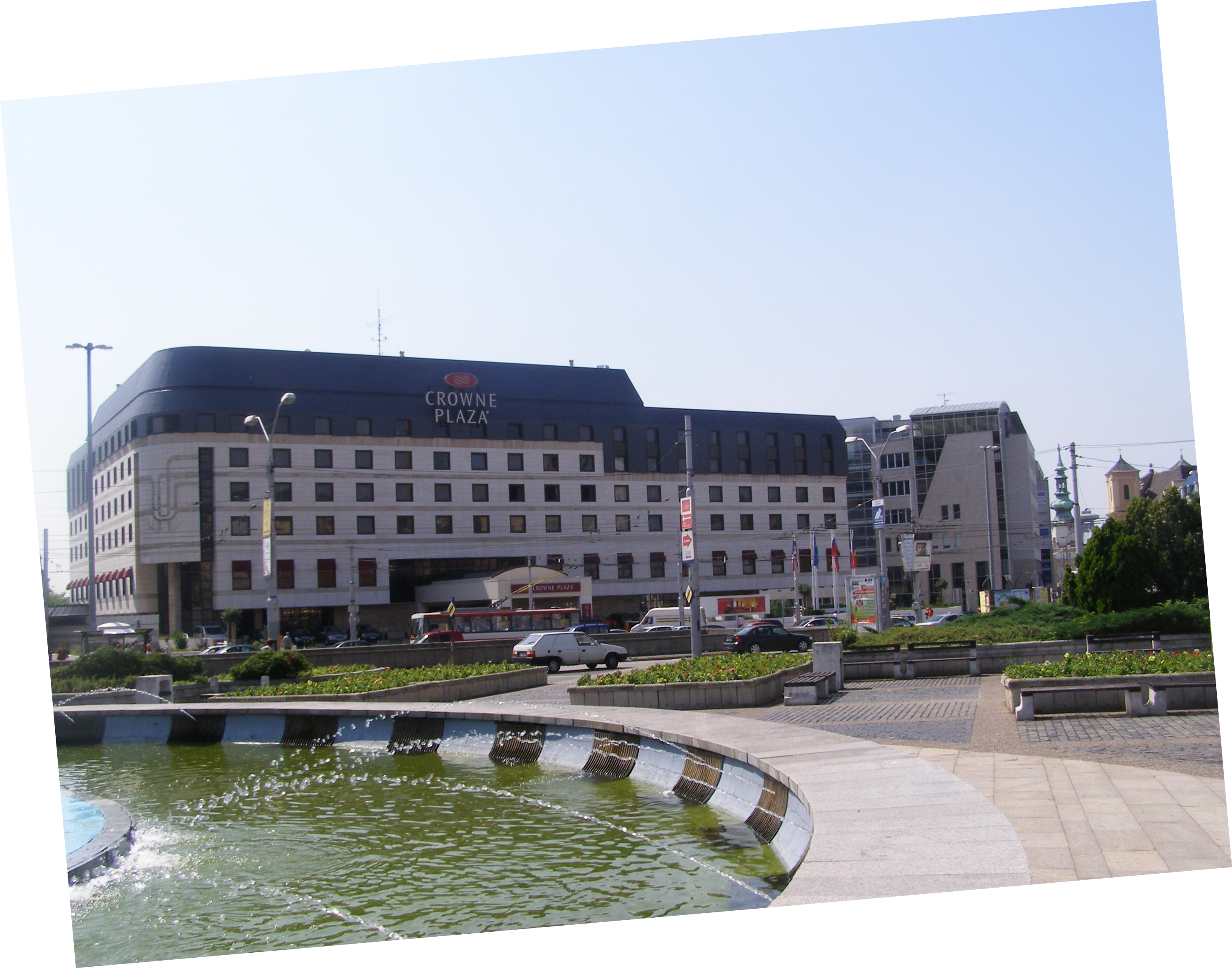
Hotel Crowne Plaza
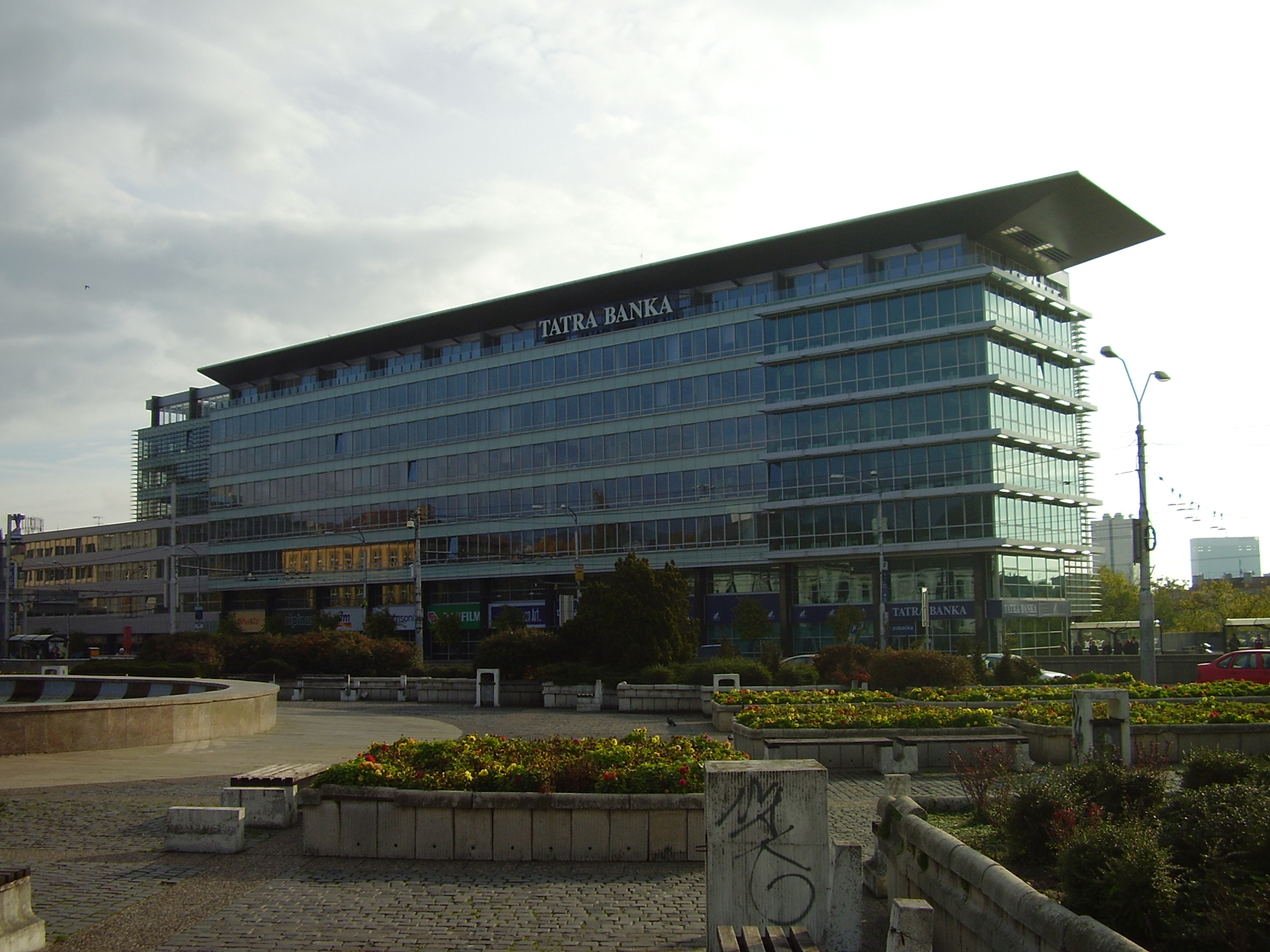
Tatracentrum
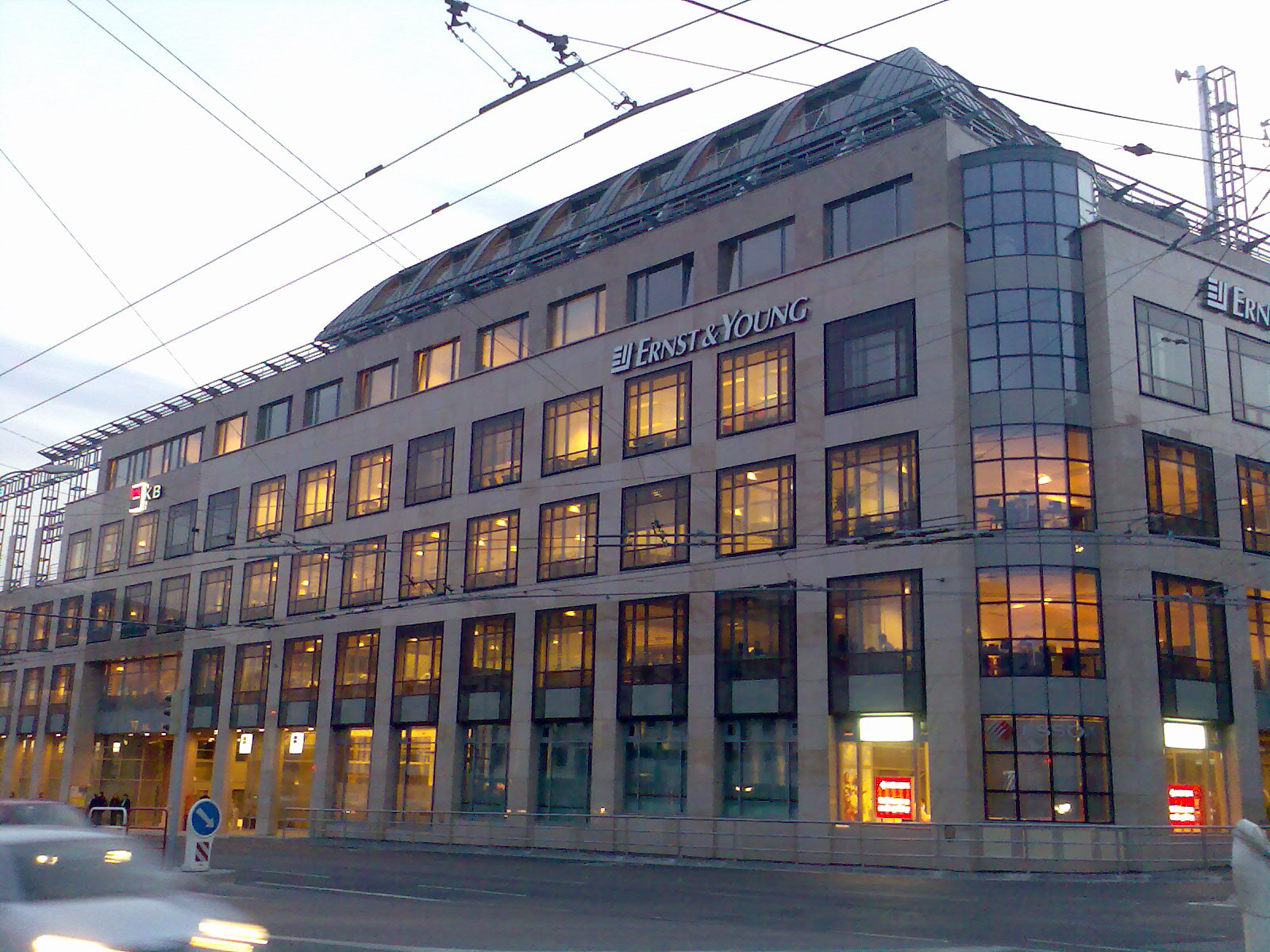
Astoria Palace
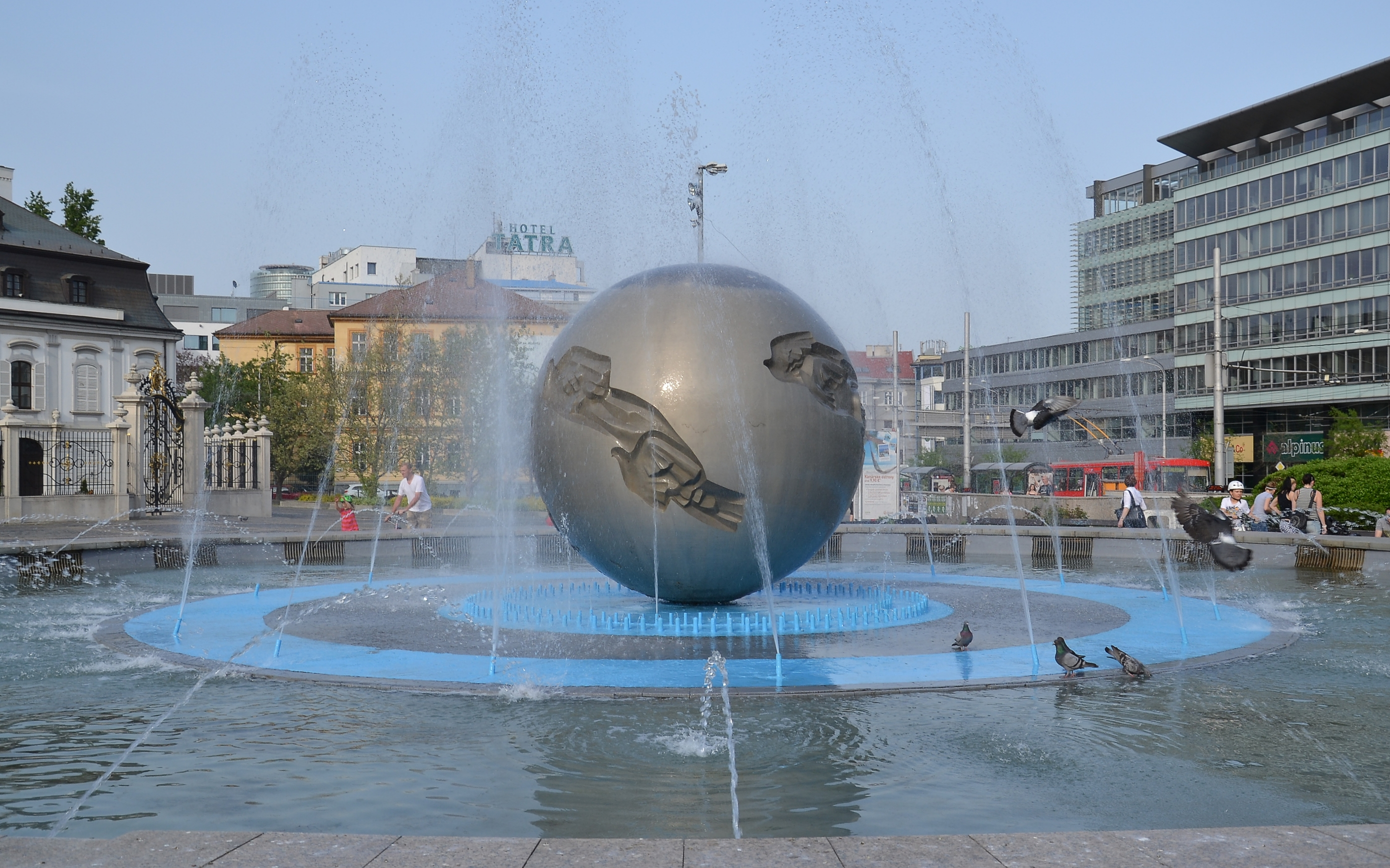
Fontána mieru